# Pescia
Pescia es una localidad italiana de la provincia de Pistoia, en la región de Toscana. Cuenta con una población de 19 453 habitantes.

## Historia
En la comuna, en la localidad de Collodi, nació la madre de Carlo Collodi, el autor de Pinocho (que usó el nombre de la aldea para su pseudónimo). En la actualidad hay un parque grande dedicado a la marioneta. En Pescia nació el industrial Ferdinando Innocenti, fundador de la poderosa compañía Lambretta, fabricante de los famosos scooters que hicieron furor en Europa. La ciudad es hoy día también famosa por su mercado de las flores.

## Demografía
| Gráfica de evolución demográfica de Pescia entre 1861 y 2001 |
|                                                              |
| Fuente ISTAT - Elaboración gráfica por parte de Wikipedia    |

## Hermanamientos
Pescia está hermanada con:
- Nerja (España)
- Oullins (Francia)